# Dicrotendipes lobiger
Dicrotendipes lobiger är en tvåvingeart som först beskrevs av Jean-Jacques Kieffer 1921.  Dicrotendipes lobiger ingår i släktet Dicrotendipes och familjen fjädermyggor. Arten är reproducerande i Sverige. Inga underarter finns listade i Catalogue of Life.